# واکنش پرکین
واکنش پرکین (به انگلیسی: Perkin reaction) یک نام واکنش در شیمی آلی است که برای تولید سینامیک اسیدها به کار می‌رود. در این واکنش یک اسید آروماتیک آلفا و بتا غیر اشباع از واکنش تراکم آلدول یک آلدهید آروماتیک و یک انیدرید اسید، در حضور نمک قلیایی اسید تولید می‌شود. نمک قلیایی به مانند یک کاتالیزور بازی عمل می‌کند و می‌توان از دیگر بازها نیز استفاده کرد. این واکنش نخستین بار توسط شیمیدان انگلیسی ویلیام هنری پرکین کشف و توصیف گردید.

## سازوکار واکنش
سازوکار زیر یکی از سازوکارهای پیشنهادی برای این واکنش است: